# 帕拉什卡山
49°4′10″N 23°24′51″E / 49.06944°N 23.41417°E

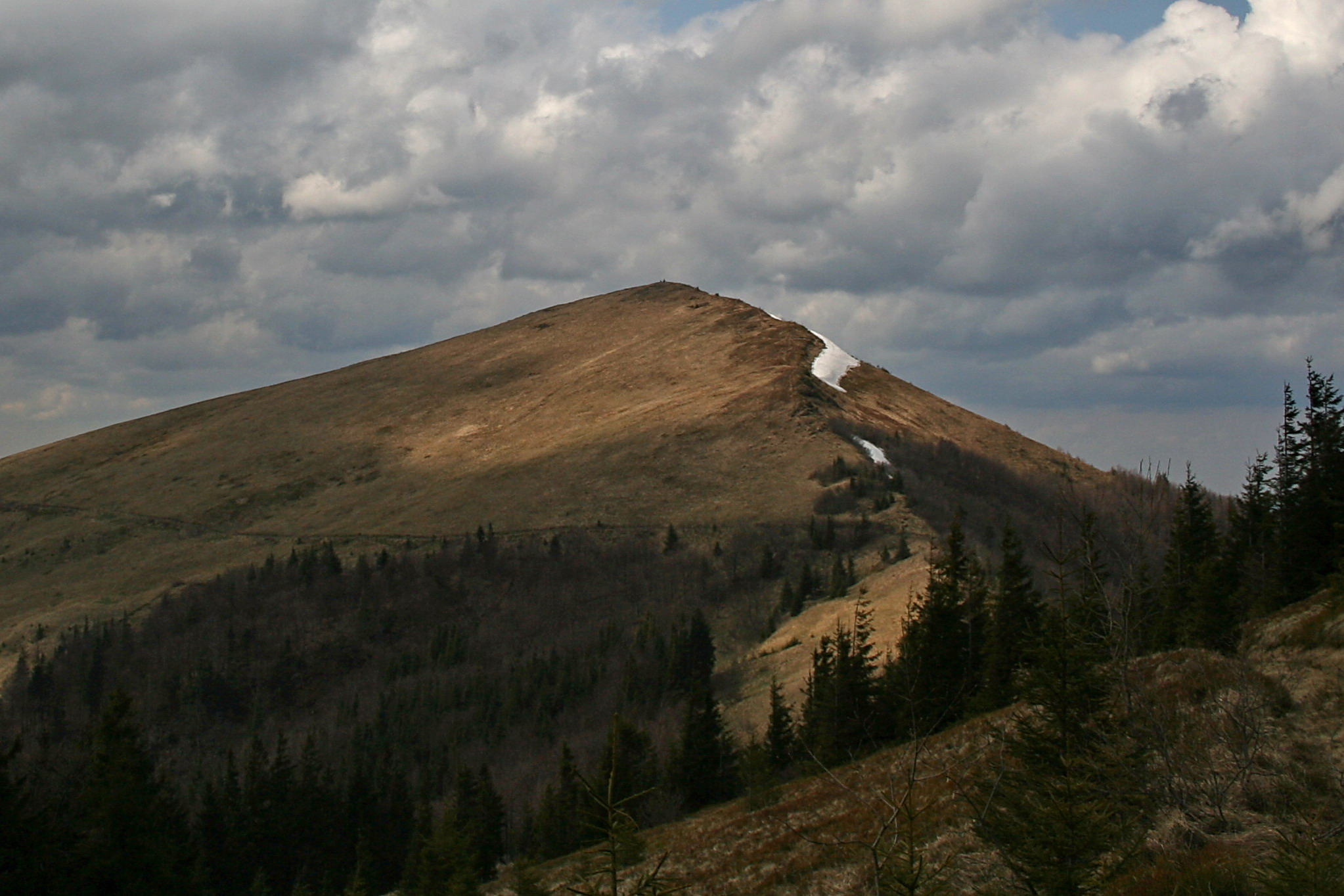

帕拉什卡山（烏克蘭語：Парашка）是烏克蘭西部的山峰，屬於烏克蘭喀爾巴阡山脈中斯科列貝斯基德山脈的一部分。該山峰處於利維夫州的斯特雷區，海拔高度1,269米。